# Бардовік
Бардовік (нім. Bardowick) — громада в Німеччині, розташована в землі Нижня Саксонія. Входить до складу району Люнебург. Центр об'єднання громад Бардовік.
Площа — 23,25 км2. Населення становить 7092 ос. (станом на 31 грудня 2021).

Історія
Бардовік - це старинне слов'янське місто поблизу міста Люнебург. Під містом Бардовік загинув в битві проти саксів перший князь Ободрицького союзу — князь Віцан. Він був похований у 795 році в слов'янському місті Глюні, зараз це місто Люнебург.

## Галерея

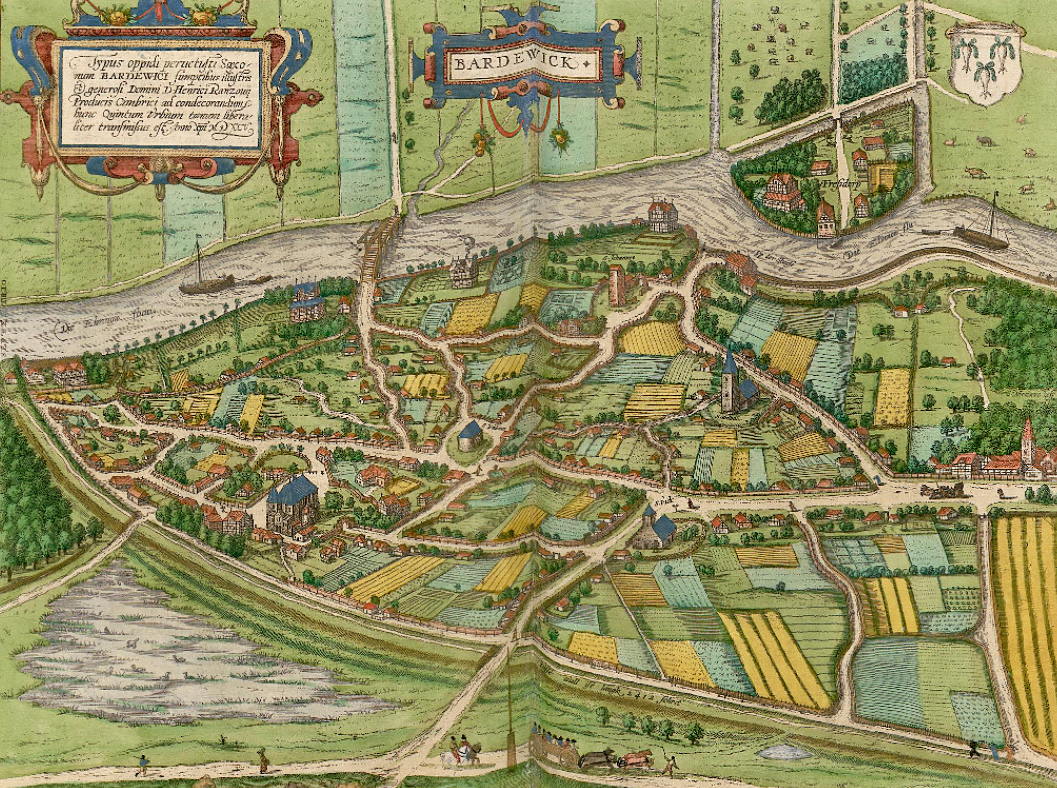
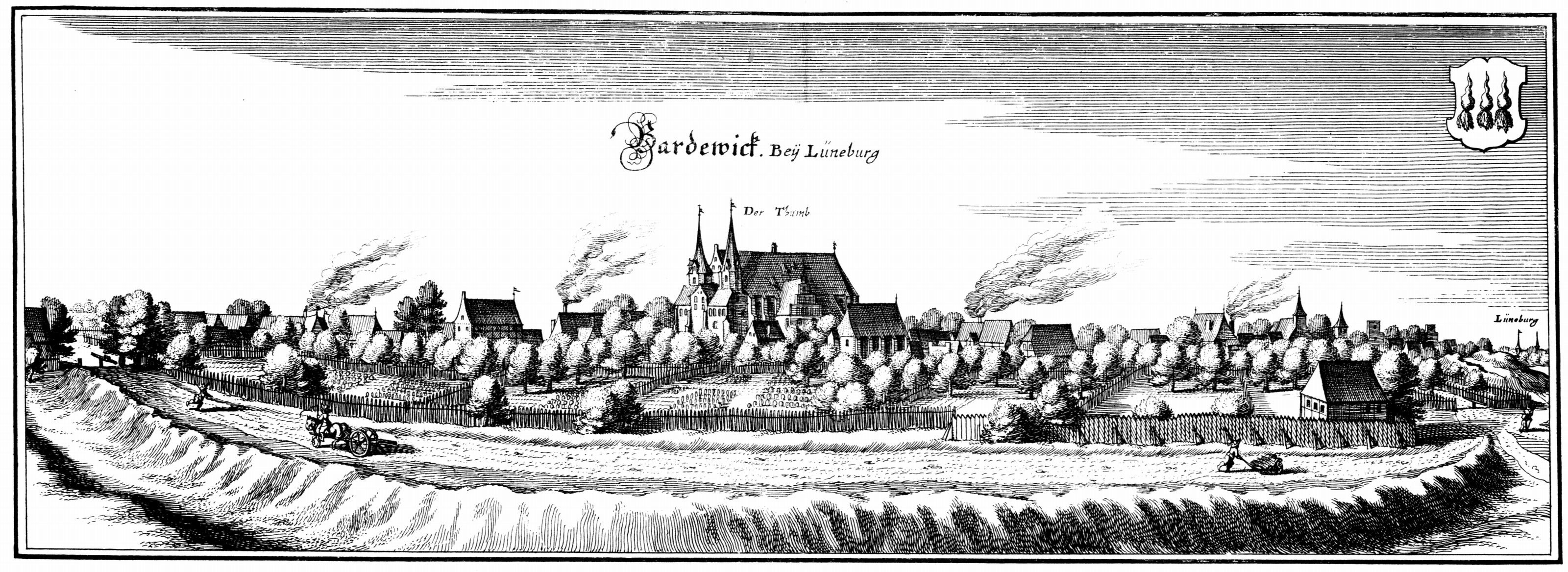
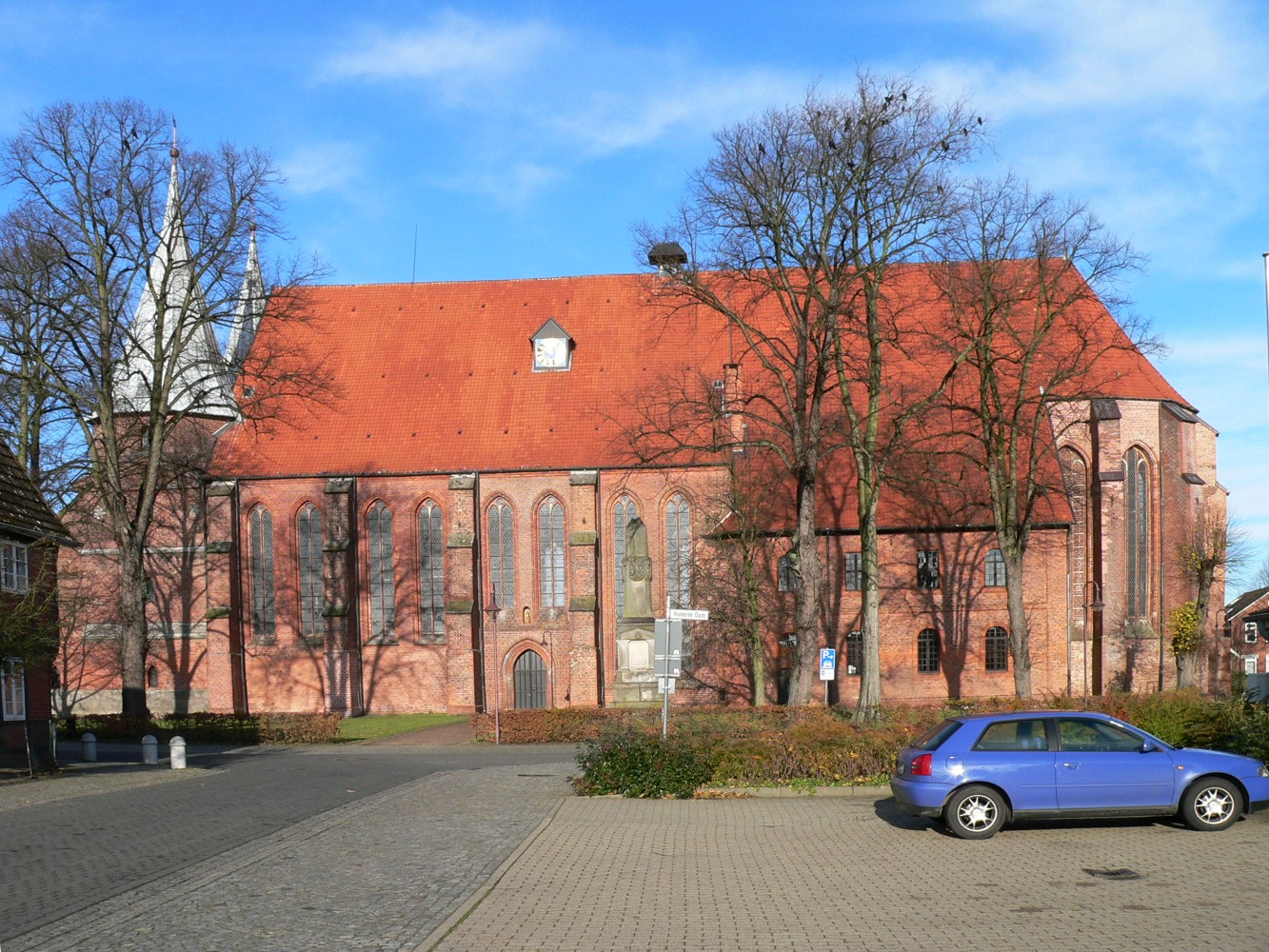
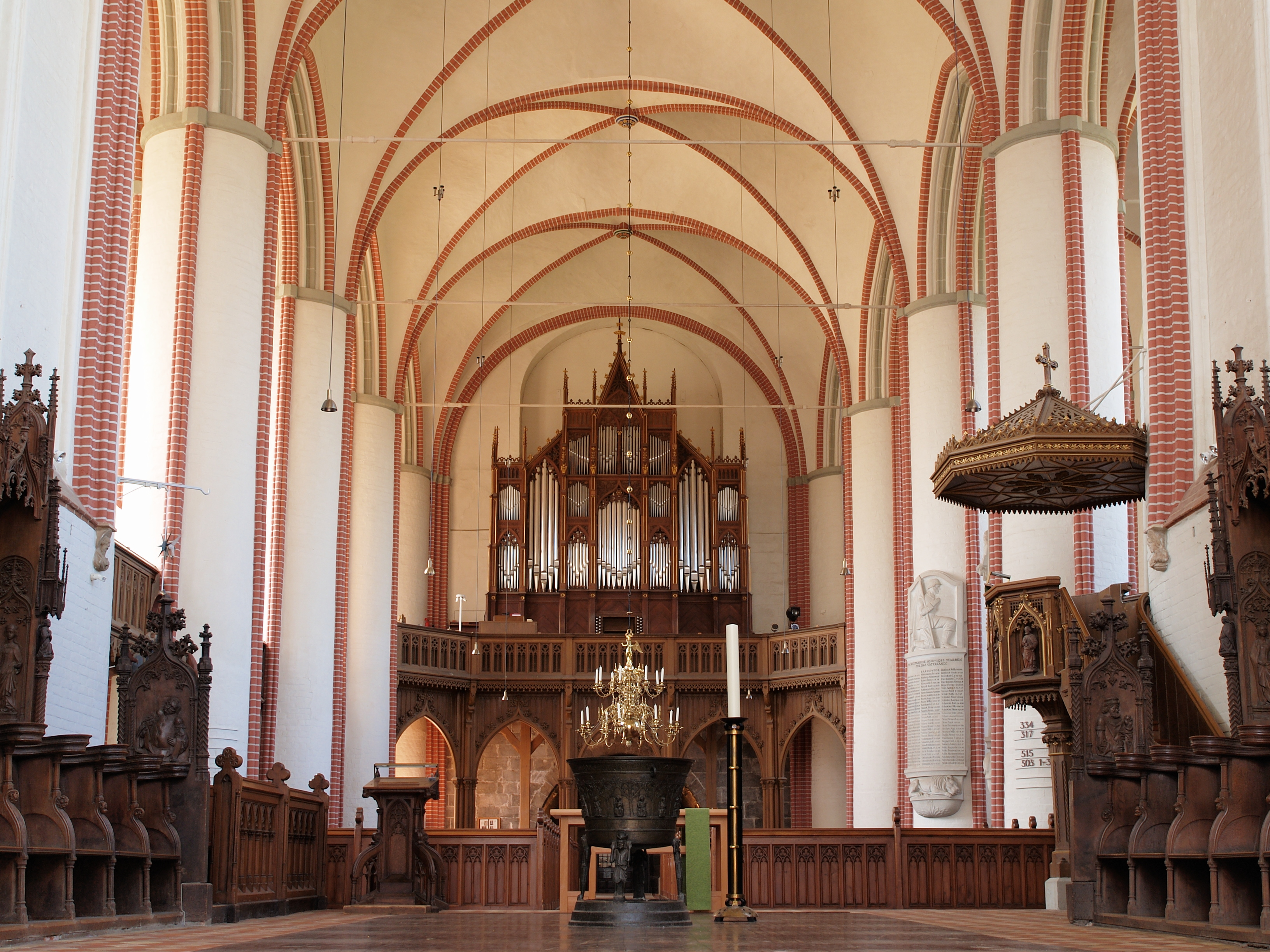
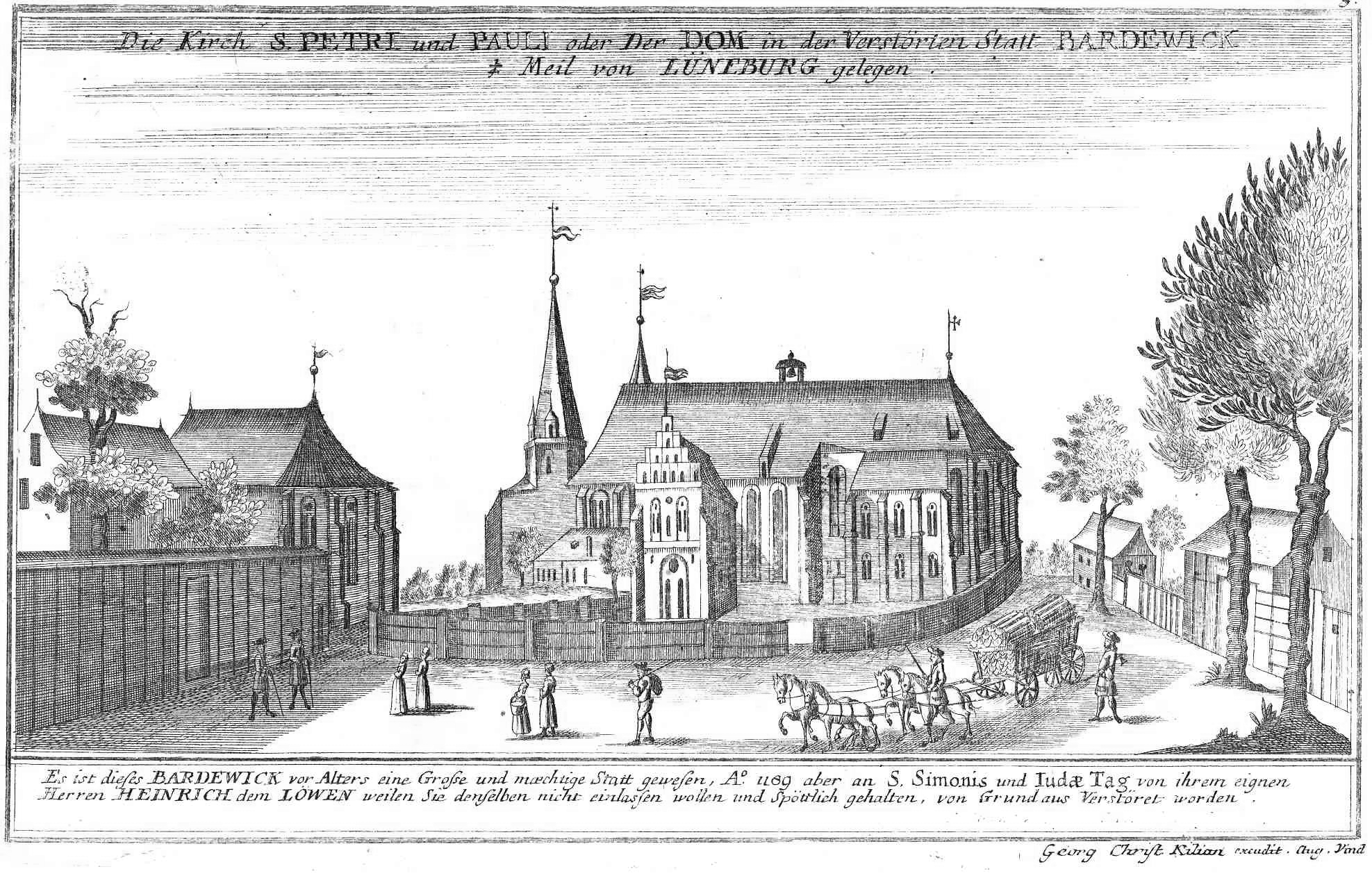